# Yogui Bhajan
Siri Singh Sahib Harbhajan Singh Khalsa Yogiji, o Yogi Bhajan (Gujranwala, 26 de agosto de 1929 - Española, 6 de octubre de 2004) fue un yogui practicante de kundalini yoga y maestro espiritual fundador y líder de 3hO, como también impulsor de la religión sij en occidente y fundador de grandes negocios con implicaciones políticas como Akal Security entre otras.
En 1954, Singh se casó en Delhi (India) con Inderjit Kaur Uppal. Tuvieron tres hijos, Ranbir Singh, Kulbir Singh y Kamaljit Kaur.
En 1968, a los 39 años de edad, se instaló en Estados Unidos donde se hizo conocido por su maestría en el yoga, por introducir su kundalini yoga en Occidente y por inspirar a otros a seguir el camino de gurú Nanak (1469-1539, fundador del sijismo) en una «versión especial para la Era de Acuario» (versión que el sijismo no reconoce).
En 1976, Singh cambió legalmente su nombre a Harbhajan Singh Khalsa. Su esposa, conocida como Bibiji, en los años ochenta fue nombrada en un puesto religioso como "Bhai Sahiba" del Dharma Sij para el hemisferio occidental.
La Enciclopedia Británica considera al grupo, junto con otros como los nirankaris, los nirmalis y los dera babas, como escisiones del sijismo.
En 1969 fundó 3HO (/zri éich ou/, Healthy, Happy, Holy Organization: ‘organización santa, feliz y sana’), una ONG que realiza campañas educativas y que promulga con intensidad la idea de "la correcta mujer yogi" donde se dedican talleres, retiros, y hasta campamentos para "formar" a mujeres en el camino "verdadero", como así lo nombran sus seguidores.
Como empresario, creó unos 17 negocios multimillonarios, entre ellos centros de yoga, una agencia de seguridad (Akal) y la compañía de comida saludable Golden Temple.
Se describe 3HO como un nuevo movimiento religioso dentro de la investigación sociológica. La confusión aparece de la asociación general de 3HO, una organización secular al Sikh Dharma, un grupo religioso también integrado por Harbhajan Singh Yogui.

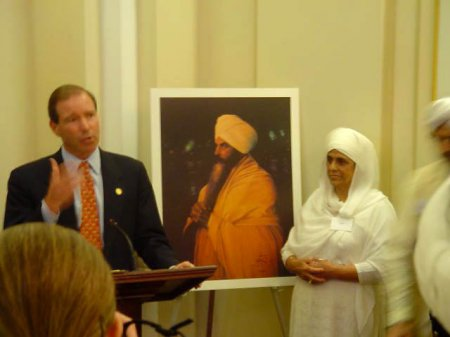
El congresista estadounidense Tom Udall (a la izquierda) participa en un evento en honor al fallecido Yogui Bhayan (retratado en el centro de la imagen), junto a Bíbiyi (a la derecha), la viuda de Yogui.

Falleció en la ciudad de Española (Nuevo México), el 6 de octubre de 2004. Le sobrevivieron su esposa, Inderjit Kaur, sus hijos, Ranbir Singh y Kulbir Singh; su hija, Kamaljit Kaur y cinco nietos.
Tras su muerte, Singh se unió a unos pocos escogidos Martin Luther King, la Madre Teresa, y el papa Juan Pablo II al ser nombrado miembro del Congreso de los Estados Unidos, mediante resolución de los dos partidos, honrando su vida y su obra.
Su lema fue "no es la vida la que importa, sino el valor con que la vives".

## Controversia
Según diversos testimonios, Yogui Bhajan ha sido acusado tras su muerte de diversos comportamientos impropios de su figura. Aunque en vida no pudieron ser demostrados ante los juzgados.

El libro "Premka white bird in a golden cage" describe en primera persona algunos de esos abusos, también el informe de la ONG An Olive Branch que detalla varios sucesos abusivos cometidos por Yogui Bhajan y algunos de sus seguidores.
El hecho de ser una actividad lucrativa la venta de libros no puede ser tomado como pruebas fehacientes y neutrales. 
También fue conocido por su afición a la joyería y a los coches de gama alta. Algo comprensible en la cultura tántrica de la India. 
Su empresa Akal security, sigue estando involucrada en el escándalo del encarcelamiento de niños y niñas migrantes en la frontera de Estados Unidos / México
Amar Prakash Singh, quien fue su seguidor durante 15 años lo acusó de distorsionar las enseñanzas sijes.
Se conoce otro relato de un exdiscípulo llamado Rick Ross (Sat Kaur), traducido al español desde un sitio web antisectas en inglés.